# Altihoratosphaga montivaga
Altihoratosphaga montivaga är en insektsart som först beskrevs av Sjöstedt 1909.  Altihoratosphaga montivaga ingår i släktet Altihoratosphaga och familjen vårtbitare. Inga underarter finns listade i Catalogue of Life.